# Капля Вас (Севниця)
Капля Вас (словен. Kaplja vas) — поселення в общині Севниця, Споднєпосавський регіон, Словенія. Висота над рівнем моря: 256,9 м.